# Antonio González Izquierdo
Antonio González Izquierdo (Santander, Cantàbria, 1969) és un jugador d'hoquei sobre herba càntabre, guanyador d'una medalla olímpica.
Va començar la seva carrera esportiva a les categories inferiors del H.C.Sardinero, després de passar per l'equip infantil del Col·legi Cumbres. Als 16 anys va debutar a la Divisió d'Honor Espanyola amb aquest mateix equip. Després de passar per les categories inferiors de l'equip nacional, el 1995 va debutar en partit oficial amb la selecció espanyola absoluta a la Copa d'Europa de Dublín contra França. El seu èxit més important fou la participació en els Jocs Olímpics d'Atlanta de 1996, on va guanyar la medalla de plata amb l'equip espanyol.
El 1998 es va retirar i des de 1999 ha estat entrenador en diversos equips: H.C. Sardinero Femení i Masculí, C.D. Terrassa Masculí, Egara 35, RC de Polo de Barcelona, entre d'altres.